# Hellinsia impigritas
Hellinsia impigritas – gatunek motyla z rodziny piórolotkowatych.

## Taksonomia
Gatunek ten opisany został po raz pierwszy w 2016 roku przez Ceesa Gielisa na łamach „Boletín de la Sociedad Entomológica Aragonesa”. Jako lokalizację typową wskazano Camacan w Reserva Serra Bonita w brazylijskim stanie Bahia.

## Morfologia
Motyl osiągający 17 mm rozpiętości skrzydeł. Głowę ma jasnobrązową z błyszcząco białym dołem twarzy i okolicą międzyczułkową, sterczącymi głaszczkami wargowymi ochrowobiałymi z ciemnobrązowymi liniami pośrodku i po bokach oraz grzebykowanymi pośrodku czułkami z liniami bladobrązowymi i jasnoochrowobrązowymi. Tegule są jasnoochrowobrązowe. Tułów również jest jasnoochrowobrązowy. Skrzydło przednie powcinane jest do ⅔ długości. Ubarwienie wierzchu ma jasnoochrowe z ciemnobrązowymi kropkami, spodu jasnoobrązowe z ciemnobrązowymi kropkami, a strzępiny jasnobrązowoszare. Skrzydło tylne jest jasnobrązowoszare z wierzchu, bladobrązowe od spodu, bladobrązowoszare na strzępinach i opatrzone ciemnordzawobrązowymi łuskami na żyłkach. Bladoochrowobrązowe odnóża tylnej pary mają po dwie pary ostróg, z których środkowe są dłuższe niż boczne.
Samiec ma niesymetrycznie zbudowane walwy – lewa jest owalna z dość wąską częścią odsiebną, zaopatrzona w u podstawy niemal poprzecznie położony i wyposażony w donasadowo skierowany kolec, pośrodku silnie zakrzywiony, a w części odsiebnej zakrzywiony łagodnie wyrostek sakularny, prawa natomiast ma podwójny, łagodnie zakrzywiony u nasady, dalej prosty, a od środka do wierzchołka zakrzywiony wyrostek sakularny. Poza tym jego genitalia cechują się dwupłatowym tegumenem, bardzo słabo zakrzywionym unkusem długości ⅔ tegoż, tępą jukstą z dwoma krótkimi, niesymetrycznymi ramionami anellusa, wąskim i zakrzywionym winkulum oraz łagodnie zakrzywionym, stopniowo ku szczytowi zwężonym edeagusem z cierniem w formie zakrzywionego kolca.

## Ekologia i występowanie
Owad neotropikalny, endemiczny dla Brazylii, znany tylko z lokalizacji typowej. Odnaleziony w marcu na rzędnych 800 m n.p.m.